# متوسطه، ادلب
متوسطه (به عربی: المتوسطة) یک روستا در سوریه است که در ناحیه سنجار واقع شده‌است. متوسطه ۶۱۶ نفر جمعیت دارد.